# Angelica and Susie's Pre-School Daze
Angelica and Susie's Pre-School Daze is een televisieserie in tekenfilmformaat. Het is een spin-off van de televisieserie Rugrats. In deze korte serie zitten Angelica en Susie op de kleuterschool. De pilotaflevering was te zien op 25 juli 2005 en de laatste aflevering was op 7 december 2008 in Amerika. Sommige afleveringen zijn te koop op dvd. De serie was te zien op Nickelodeon.

## Personages
- Susie (Cree Summer)
- Angelica (Cheryl Chase)
- Harold (Pat Musick)
- Clark (Lauren Wood)
- Johnny (Tress MacNeille)
- Jake (Tara Strong)
- Fred (Garry Marshall)
- Willy (Jane Wiedlin)
- Dulce (Grey DeLisle)
- Savannah (Shayna Fox)
- Mrs. Weemer, de lerares (Vicki Lewis)
- Myka Pickles